# Eisenbahnunfall von Schweinsburg-Culten
Der Eisenbahnunfall von Schweinsburg-Culten, einem Dorf in Sachsen, zwischen den Städten Crimmitschau und Werdau gelegen, vom 30. Oktober 1972 war einer der schwersten Unfälle der Deutschen Reichsbahn. Dabei starben 28 Menschen.

## Hergang
Der 30. Oktober 1972 war ein nebliger Montag. Auf der eingleisigen elektrifizierten Eisenbahnstrecke zwischen Werdau und Leipzig (Bahnstrecke Leipzig–Hof) verkehrten in den Morgenstunden der Expresszug „Karola“ von Leipzig nach Karlovy Vary (Karlsbad/CSSR) und der Schnellzug Aue–Berlin. Der mit 1000 Reisenden besetzte Doppelstockzug D 273 fuhr um 6:05 Uhr planmäßig vom Bahnhof Aue ab. Während seines Haltes im Bahnhof Werdau passierte im Regelfall der aus der Gegenrichtung kommende „Karola“ die Strecke. Da der „Karola“ an diesem Tag wegen des Nebels jedoch bereits über zehn Minuten Verspätung hatte, gaben die Dispatcher des Reichsbahnamtes Zwickau (Reichsbahndirektion Dresden) die Strecke für den D 273 frei. Beide Züge sollten sich nunmehr im Bahnhof Schweinsburg-Culten begegnen. Dazu sollte der üblicherweise durchfahrende Karola-Express in Schweinsburg-Culten halten. Dessen Lokführer übersah jedoch das Halt-zeigende Ausfahrsignal in Schweinsburg-Culten und fuhr mit einer Geschwindigkeit von ca. 100 km/h durch den Bahnhof. Nach ca. 700 m stieß der Expresszug kurz vor 7:30 Uhr frontal mit dem entgegenkommenden D 273 zusammen.
Durch den Aufprall wurden die Lokomotive des Schnellzugs und der Endwagen des Karola-Triebzugs der Baureihe 175 aufeinander geschoben und mehrere Wagen entgleisten. Bei dem Unfall starben 25 Menschen, darunter beide Lokführer, über 70 Menschen wurden zum Teil schwer verletzt. Drei weitere Personen erlagen ihren Verletzungen in Krankenhäusern.

## Untersuchungen

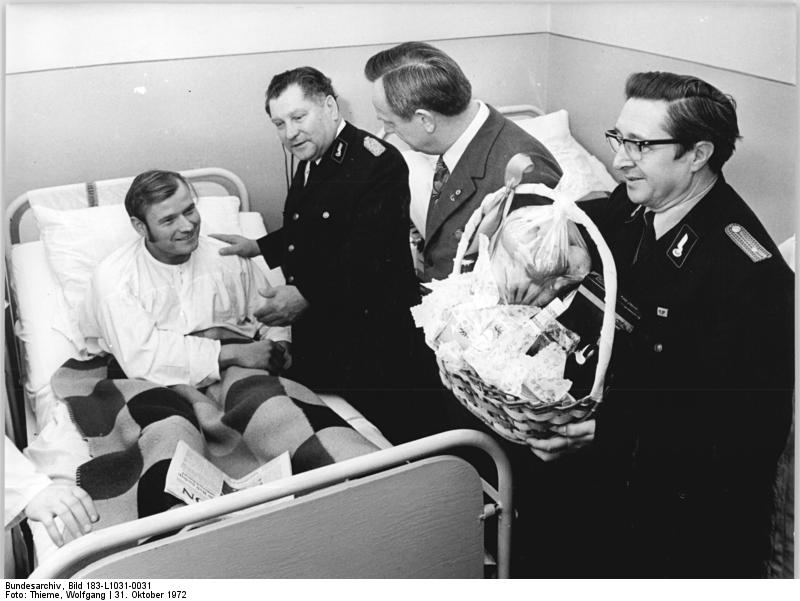
Robert Menzel (2.v.l.), Stellvertreter des Ministers für Verkehrswesen, und Heinz Arnold, Vorsitzender des Rates des Bezirkes Karl-Marx-Stadt (2.v.r.), besuchen Verletzte des Unfalls im Krankenhaus in Werdau.

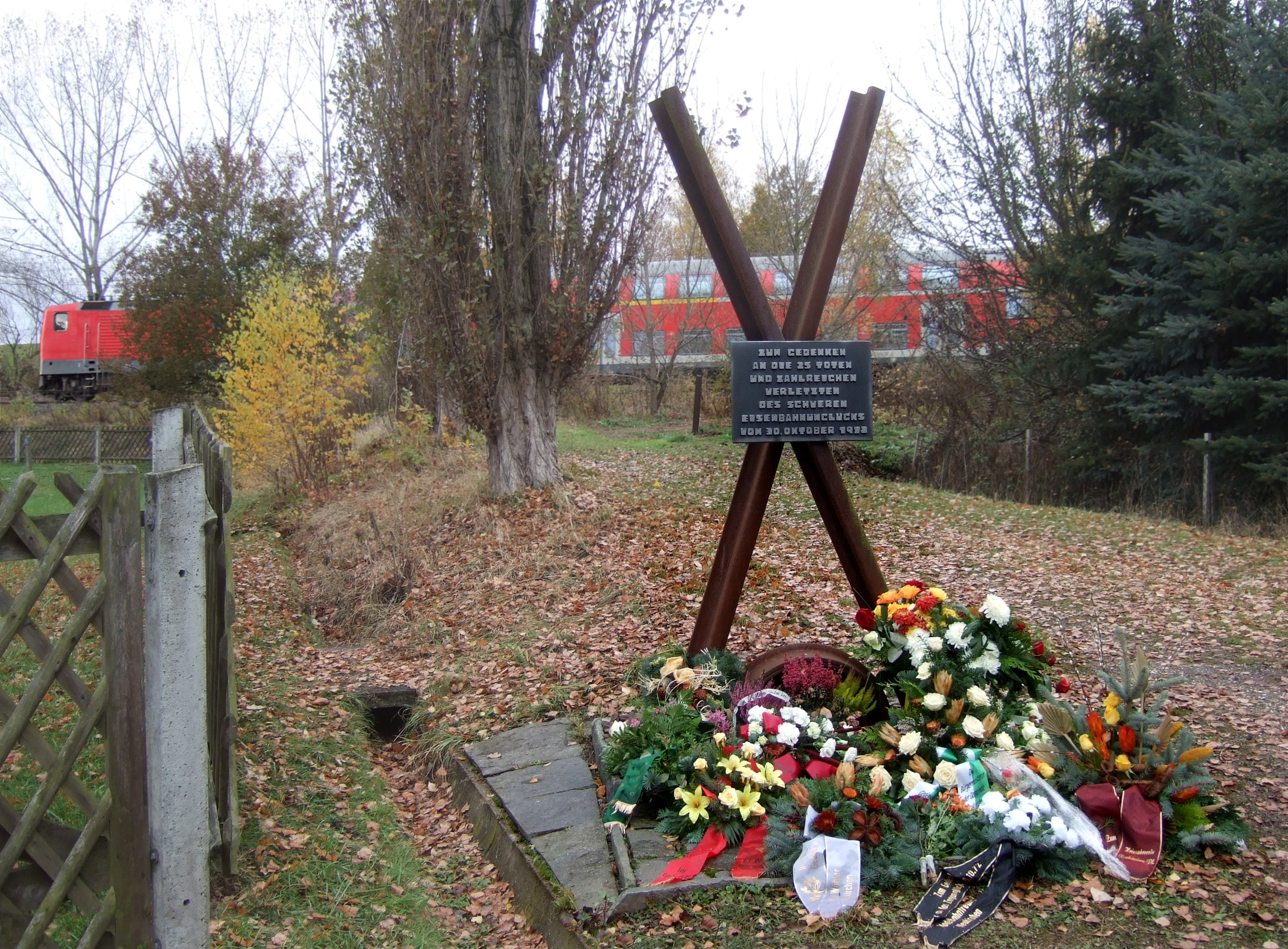
Mahnmal

Am selben Tag sperrten Mitarbeiter des Ministeriums für Staatssicherheit gegen 15 Uhr die Unfallstelle ab und begannen mit den Ermittlungen. Diese wurden am 27. November 1972 abgeschlossen. Der Untersuchungsbericht wurde als „streng geheim“ eingestuft. Daraus geht hervor, dass der Lokführer des verspäteten Karola-Express das haltzeigende Ausfahrsignal in Schweinsburg-Culten im Glauben an seinen Vorrang offensichtlich übersehen hatte. Zudem wurde seine volle Dienstfähigkeit beim Dienstantritt um 5 Uhr bezweifelt. Nach Aussage einer Stewardess hatte der Lokführer zusammen mit ihr in der Nacht zuvor bis 1:30 Uhr etwa 15 Flaschen Bier getrunken.

## Mahnmal
Am 30. Oktober 2002 wurde an der Unglücksstelle ein Mahnmal enthüllt. Es zeigt ein Wagenrad im Schotterbett und darüber zwei gekreuzte Schienen.